# Yoania
Yoania es un género de orquídeas de a la subfamilia Epidendroideae dentro de la familia Orchidaceae. Tiene cuatro especies.

## Características
Son orquídeas terrestres que se encuentran en el norte de Asia. 

## Taxonomía
El género fue descrito por Carl Johann Maximowicz y publicado en Bulletin de l'Academie Imperiale des Sciences de St.-Petersbourg : Nouvelle Serie 18: 68. 1872.
Etimología
Su nombre genérico significa "la orquídea de Yoan (botánico japonés de los años 1800)".

## Especies
- Yoania amagiensis Nakai & F. Maek. (1931)
- Yoania flava K. Inoue & T. Yukawa (2002)
- Yoania japonica Maxim.  (1873) Typus Species
- Yoania prainii King & Pantl. (1898)